# Kalisz Pomorski (plaats)
Kalisz Pomorski (Duits: Kallies) is een stad in het Poolse woiwodschap West-Pommeren, gelegen in de powiat Drawski. De oppervlakte bedraagt 11,89 km², het inwonertal 4031 (2005).